# 红崖子镇
红崖子满族乡，是中华人民共和国辽宁省葫芦岛市兴城市下辖的一个乡镇级行政单位。

## 行政区划
红崖子满族乡下辖以下地区：
红崖子村、汤屯村、梁家屯村、二道边村、三道边村、古城子村、周屯村、老付马村、西二台子村、拣金村、边壕子村、团山子村、大东沟村、老烧锅村、新齐村、吴家屯村、大山台村、小山台村和英树村。